# ليلى فاينستاين
ليلى فاينستاين (بالإنجليزية: Leila Feinstein)‏ هي مذيعة أخبار أمريكية، ولدت في 4 فبراير 1972 في بروفيدنس في الولايات المتحدة.